# خافيير سانتانا
خافيير سانتانا (بالإنجليزية: Javier Santana)‏ (16 أكتوبر 1988 في جمهورية الدومينيكان - ) هو لاعب كرة قدم دومينيكي في مركز الوسط. شارك مع منتخب جمهورية الدومينيكان لكرة القدم. أما مع النوادي، فقد لعب مع نادي زيورخ ونادي شافهاوزن وLaredo Heat ‏ وFC Tuggen ‏.

## وصلات خارجية
- خافيير سانتانا على موقع قاعدة بيانات كرة القدم.إي يو (الإنجليزية)
- خافيير سانتانا على موقع ناشيونال فوتبول تيمز (الإنجليزية)
- خافيير سانتانا على موقع Soccerway.com (الإنجليزية)